# Athanasius Kircher
Athanasius Kircher (ur. 2 maja 1602 w Geisa, zm. 27 listopada 1680 w Rzymie) – niemiecki teolog i jezuita, wynalazca i konstruktor, znawca języków orientalnych, badacz hieroglifów egipskich, medyk i teoretyk muzyki. Autor ponad 40 książek i 2000 listów.

## Życiorys

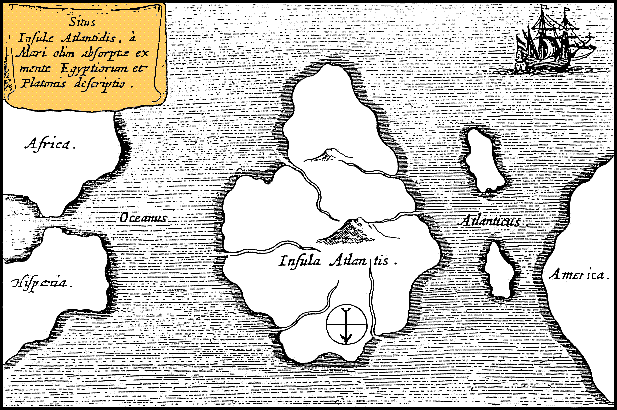
Atlantyda opisana w Timajosie i w Kritiaszu, mapa w dziele Kirchera Mundus subterraneus (Świat podziemny, 1665)

W latach 1614–1618 uczęszczał do kolegium jezuickiego w Fuldzie; w 1616 roku wstąpił do zakonu jezuitów. Podczas wojny trzydziestoletniej (1618-1648) studiował teologię i przyrodoznawstwo na uniwersytetach w Paderborn, Münster i Kolonii. Po odbyciu studiów teologicznych w Moguncji (1625-1628) otrzymał święcenia kapłańskie; pracował jako profesor filozofii, matematyki, hebrajskiego i syryjskiego na uniwersytecie w Würzburgu.
W związku z zamętem lat wojny w 1631 roku uciekł do Francji, gdzie nauczał na papieskim uniwersytecie w Awinionie. To właśnie tutaj zaczął badać hieroglify egipskie. Pomimo że próby odczytania były błędne, Kircher słuszne zakładał, iż kluczem jest język koptyjski.
W 1633 roku przybył do Rzymu, gdzie osiadł i od 1638 roku pracował jako profesor matematyki w Collegium Romanum. W Rzymie od 1650 roku zaczął badać za pomocą szkieł powiększających wydzieliny chorych na dżumę. W krwi zadżumionych po raz pierwszy w 1669 roku dostrzegł „małe robaczki” – prawdopodobnie krwinki czerwone – i wysnuł z tego wniosek, że choroby zakaźne przenoszone są przez mikroorganizmy. Wyniki badań opublikował w Physiologia Kircheriana Experimentalis.
Kircher bardzo wcześnie zaczął się interesować kulturą chińską – chciał zostać misjonarzem w tym kraju. Jego dzieło China Monumentis (oparte w części na danych Michała Boyma) było czymś w rodzaju encyklopedii o Chinach. Kircher podkreślał mistyczne elementy historii chińskiej, wskazując na fakt, że już bardzo wcześnie pojawili się na ziemi chińskiej nestorianie.
Autor oryginalnych eksperymentów naukowych. W 1671 roku opisał znaną już od 1665 laterna magica – przez dłuższy czas uważano, że to on był jej wynalazcą.

## Wybrane dzieła

Latium, 1671

- Lingua Aegyptiaca restituta (1643)
- Oedipus Aegyptiacus (1652–1655) (pol. Siedemdziesiąt dwa imiona Boga)
- China monumentis (1677)
- Organum mathematicum (1668)
- Physiologia Kicheriana experimentalis (1680)